# 台湾延龄草
台湾延龄草（学名：Trillium taiwanense）为黑藥花科延龄草属下的一个种。

## 扩展阅读
- 維基物種上的相關：台湾延龄草